# Jowell y Randy
Jowell y Randy sind ein puerto-ricanisches Reggaetón-Duo bestehend aus Joel A. Muñoz Martínez und Randy Acevedo Ortíz.

## Bandgeschichte

### Anfangszeiten
Vor ihrer gemeinsamen Zeit konnten beide Erfahrungen im Reggaéton sammeln und nahmen an verschiedenen Album-Produktionen teil. Jowell nahm sein erstes Lied mit dem Titel Los Fugitivos 1996 auf. Randy hatte seine ersten Aufnahmen 2 Jahre später für eine CD des Magazins In the House gemeinsam mit einigen anderen Künstlern. Kennengelernt haben sich die beiden Musiker im Jahr 2000 durch einen gemeinsamen Produzenten, der sie dann auch zusammenbrachte. 2002 nahmen sie ihre erste gemeinsame Single Todavía recuerdo auf. Da diese Single bei einem Radiosender gut ankam, entschloss man sich gemeinsam weiterzuarbeiten.

### Gemeinsame Musikkarriere
Jowell und Randy haben in den USA für Aufsehen gesorgt, als sie ihre vierte Single No voy a parar aufnahmen. Später waren sie an der CD Chosen Few II: El Documental beteiligt und machten für die CD in 45 Städten über die USA hinaus Werbung. Seitdem waren sie auch an verschiedenen Produktionen anderer Reggaetón-Künstlern beteiligt.
Im Jahr 2007 gründeten beide zusammen mit Guelo Star, J-King und Maximan die Gruppe Casa de Leones. Das Debütalbum der Gruppe wurde am 26. Juni 2007 veröffentlicht und trägt den Titel Los Leones. Es erreichte Platz 3 der US-Latin-Albumcharts und Platz 126 der Billboard 200. Außerdem enthält es den Hit No te veo, der Platz 4 der Latin-Charts erreichte.
Das erste Studioalbum von Jowell und Randy als Duo, Los mas sueltos del reggaetón, erschien am 18. Dezember 2007, erreichte aber nur Platz 42 bei den Latin-Alben.

## Mitglieder
- Joel A. Muñoz Martínez (* 3. März 1982 in Springfield, Massachusetts, USA)
- Randy Acevedo Ortíz (* 1983 in San Juan, Puerto Rico).

## Diskografie

### Alben
| Jahr | Titel                             | Höchstplatzierung, Gesamtwochen, AuszeichnungChartplatzierungen (Jahr, Titel, Platzierungen, Wochen, Auszeichnungen, Anmerkungen) | Höchstplatzierung, Gesamtwochen, AuszeichnungChartplatzierungen (Jahr, Titel, Platzierungen, Wochen, Auszeichnungen, Anmerkungen) | Höchstplatzierung, Gesamtwochen, AuszeichnungChartplatzierungen (Jahr, Titel, Platzierungen, Wochen, Auszeichnungen, Anmerkungen) | Anmerkungen                             |
| Jahr | Titel                             | US | Latin | ES | Anmerkungen                             |
| ---- | --------------------------------- | --- | --- | --- | --------------------------------------- |
| 2007 | Los mas sueltos del reggaetón     | — | Latin42 Gold · (4 Wo.)Latin | — | Erstveröffentlichung: 18. Dezember 2007 |
| 2010 | El momento                        | US112 (1 Wo.)US | Latin2 (12 Wo.)Latin | — |                                         |
| 2013 | Sobredoxis                        | — | Latin10 (6 Wo.)Latin | — | Erstveröffentlichung: 4. Juni 2013      |
| 2016 | La Alcaldia del Perreo: The Album | — | Latin23 (1 Wo.)Latin | — | Erstveröffentlichung: 22. April 2016    |
| 2020 | Viva el perreo                    | US159 (1 Wo.)US | Latin5 Gold · (9 Wo.)Latin | ES52 (2 Wo.)ES | Erstveröffentlichung: 6. August 2020    |

Weitere Alben
- 2007: Casa de Leones (mit Casa de Leones)

### Singles
| Jahr | Titel Album                               | Höchstplatzierung, Gesamtwochen, AuszeichnungChartplatzierungen (Jahr, Titel, Album, Platzierungen, Wochen, Auszeichnungen, Anmerkungen) | Höchstplatzierung, Gesamtwochen, AuszeichnungChartplatzierungen (Jahr, Titel, Album, Platzierungen, Wochen, Auszeichnungen, Anmerkungen) | Höchstplatzierung, Gesamtwochen, AuszeichnungChartplatzierungen (Jahr, Titel, Album, Platzierungen, Wochen, Auszeichnungen, Anmerkungen) | Anmerkungen                                                                                         |
| Jahr | Titel Album                               | US | Latin | ES | Anmerkungen                                                                                         |
| --- | ----------------------------------------- | --- | --- | --- | --------------------------------------------------------------------------------------------------- |
| 2008 | Let’s Do It Los mas sueltos del reggaetón | — | Latin32 (3 Wo.)Latin | — | |
| 2010 | Loco El momento                           | — | Latin22 (20 Wo.)Latin | — | |
| 2017 | Bonita (Remix) –                          | — | Latin8 (26 Wo.)Latin | ES8 ×3Dreifachplatin · (44 Wo.)ES | Erstveröffentlichung: 22. Dezember 2017 J. Balvin, Jowell & Randy, Nicky Jam, Wisin, Yandel & Ozuna |
| 2019 | Dile La Verdad –                          | — | Latin43 ×2Doppelplatin · (4 Wo.)Latin | ES79 (6 Wo.)ES | Erstveröffentlichung: 11. Januar 2019 mit Manuel Turizo                                             |
| 2020 | Anaranjado Viva el Perreo                 | — | Latin31 (9 Wo.)Latin | ES69 (5 Wo.)ES | Erstveröffentlichung: 16. Juli 2020 feat. J. Balvin                                                 |
| Folgende Lieder erschienen nicht als Single, wurden aber durch das Album zum Download und Streaming bereitgestellt und konnten somit eine Platzierung erlangen: |                                           | | | | |
| |                                           | | | | |
| 2020 | Safaera YHLQMDLG                          | US81 (7 Wo.)US | Latin4 ×2Doppeldiamant + Platin · (26 Wo.)Latin                                                                                          | ES1 ×3Dreifachplatin · (28 Wo.)ES | Charteinstieg: 5. März 2020 mit Bad Bunny                                                           |

### Gastbeiträge
| Jahr | Titel Album                   | Höchstplatzierung, Gesamtwochen, AuszeichnungChartplatzierungen (Jahr, Titel, Album, Platzierungen, Wochen, Auszeichnungen, Anmerkungen) | Höchstplatzierung, Gesamtwochen, AuszeichnungChartplatzierungen (Jahr, Titel, Album, Platzierungen, Wochen, Auszeichnungen, Anmerkungen) | Höchstplatzierung, Gesamtwochen, AuszeichnungChartplatzierungen (Jahr, Titel, Album, Platzierungen, Wochen, Auszeichnungen, Anmerkungen) | Anmerkungen                                  |
| Jahr | Titel Album                   | US | Latin | ES | Anmerkungen                                  |
| ---- | ----------------------------- | --- | --- | --- | -------------------------------------------- |
| 2007 | Ponmela –                     | — | Latin41 (2 Wo.)Latin | — | Voltio feat. Jowell & Randy                  |
| 2012 | Ella Lo Que Quiere Es Salsa – | — | Latin29 (18 Wo.)Latin | — | Victor Manuelle feat. Voltio, Jowell & Randy |